# 擔架

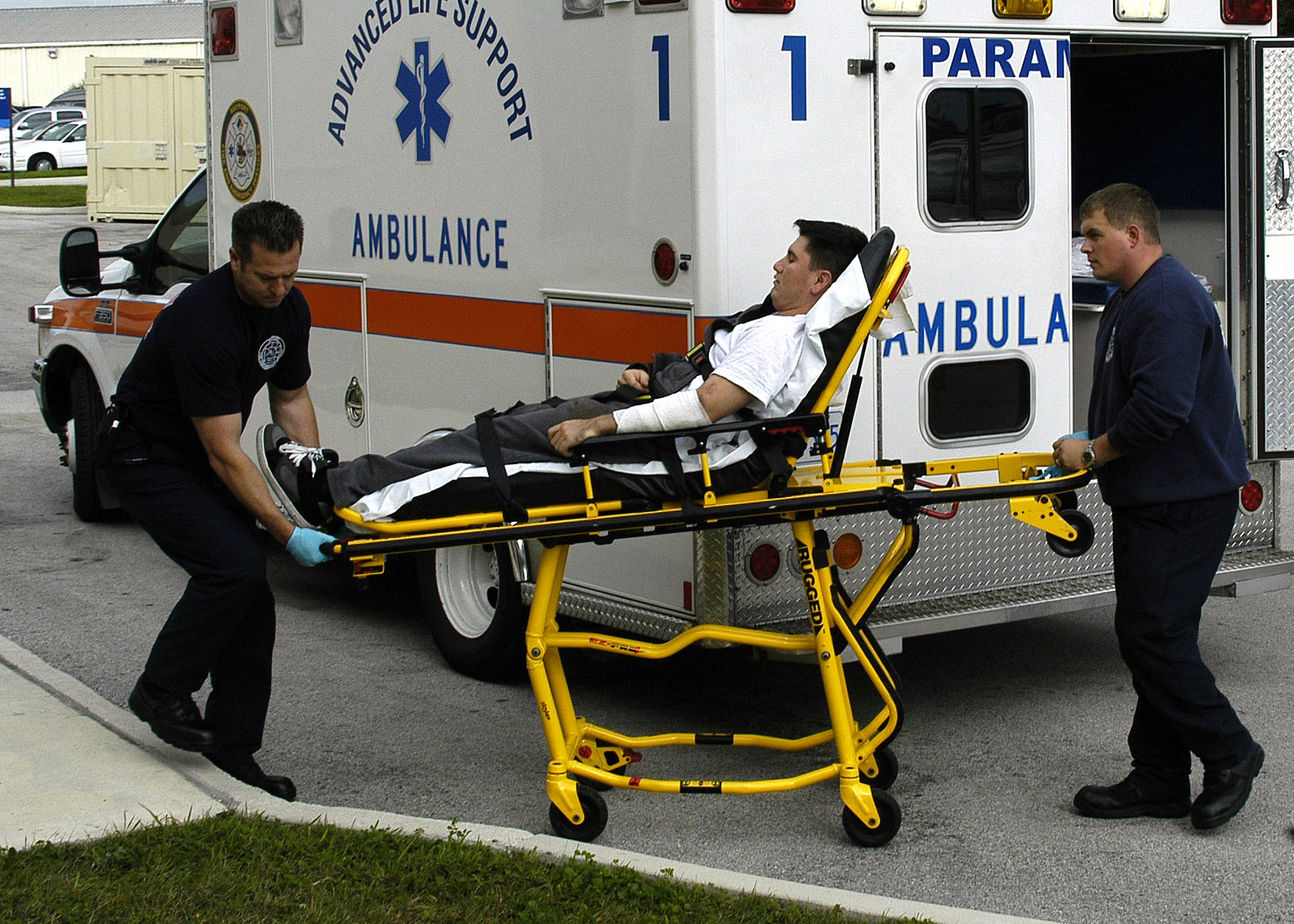
救護車的擔架床

擔架（stretcher，litter）是运送伤员、病人、死者的简易用具。最简易的担架是以双棍为抬桿，棍间裹布或缠绳，伸张后用以抬送人员的长方形架子。一些擔架的承槓可以伸縮，床頭有枕袋，可塞入柔軟的物件。
铲式担架（scoop stretcher）简称铲担，是结构可以垂直分成两部分的担架，带有向中心弯曲的铲板，可以在人员下方将其合拢后固定。铲担主要用于伤员，避免在漏诊情况下因不当搬运而造成的再次损伤。
轮式担架（gurney）又称轮床、平车、担架车、急诊推床，是担架下方设有二至四个移动轮以节省运送人员力气。担架床（stretcher bed）则是一种集担架、护理床、推车、输液架于一体的医疗救护设备。目前尚有电动轮床、电动担架床、电动担架车，具有电动升降或调位、智能缓冲减震、自动定位等复杂功能。

## 使用
- 視乎當時情況，急救員可以一張或兩張毛氊覆蓋傷者，由兩名或四名擔架員運送傷者。
- 倘若使用可伸縮擔架，必須確保承槓已被鎖上。
- 運送傷者時傷者兩足應向前，除了將傷者抬上救傷車的時候或上下斜時傷者重量壓在傷處上。

## 蹼帶
蹼帶通常為民安隊使用，是兩尺或三尺長之帆布條，兩端連接着方形金屬環。急救員首先將蹼帶穿過傷者下方（三尺蹼帶用於軀幹，兩尺用於腳和頭），並由五人抬走傷者。

## 臨時擔架

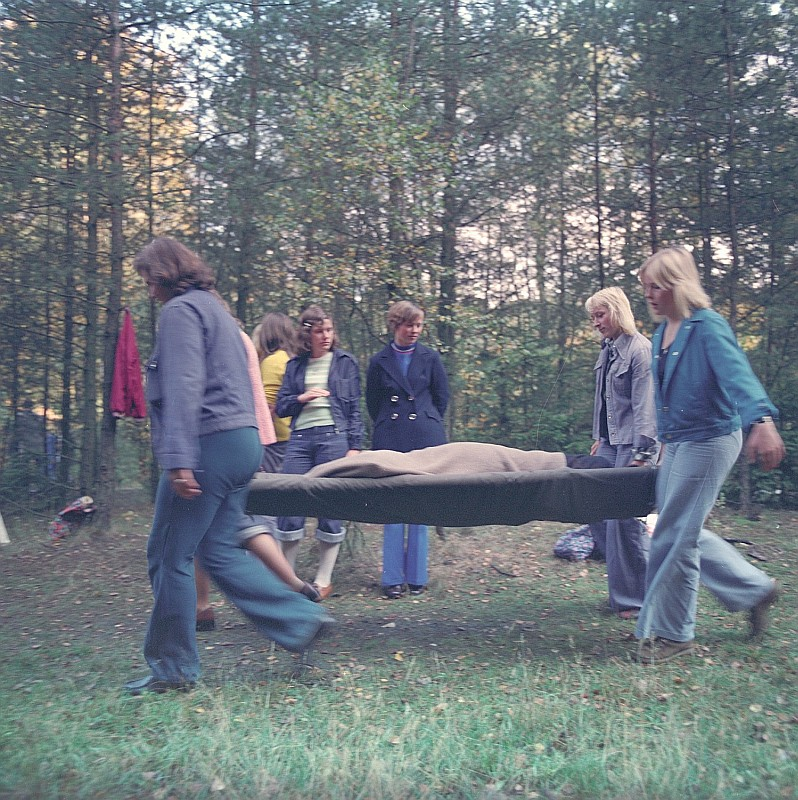
自制临时担架，可在山徑上運送傷者

當緊急情況發生時，可製作臨時擔架，但須先試驗是否能承擔傷者重量和會否加劇其傷勢。
- 把木棒穿過外衣或麻包袋，並以木條固定木棒
- 將闊繃帶紮在木棒上
- 將毛氊或布料捲在木棒上
- 在門、厚木板、欄柵上鋪上絨或乾草

## 參看
- 急救
- 急救包
- 包紮